# Petar Skansi
Petar Skansi, detto Pero (Sumartin, 23 novembre 1943 – Lubiana, 4 aprile 2022), è stato un cestista e allenatore di pallacanestro jugoslavo, dal 1992 croato.

## Carriera
Nella carriera da coach fu alla guida tecnica della Jugoplastika Spalato, Scavolini Pesaro, Fabriano, Reyer Venezia, Virtus Roma, Benetton Treviso e Fortitudo Bologna.
Con la Benetton vinse lo scudetto del 1992. Nello stesso anno guidò la nazionale croata di pallacanestro alla conquista dell'argento olimpico a Barcellona 1992 che schierò campioni come Toni Kukoč, Dino Rađa, Dražen Petrović.

## Palmarès

### Giocatore
- YUBA liga: 1

Spalato: 1970-71
- Coppa di Jugoslavia: 2

Spalato: 1972, 1974

### Allenatore
- YUBA liga: 1

Spalato: 1976-77
- Coppa di Jugoslavia: 1

Spalato: 1977
- Campionato italiano: 1

Pall. Treviso: 1991-92
- Coppa Italia: 1

Pall. Treviso: 1993
- Supercoppa italiana: 1

Fortitudo Bologna: 1998
- Campionato croato: 1

Spalato: 2002-03
- Coppa Korać: 2

Spalato: 1975-76, 1976-77
- Coppa delle Coppe: 1

V.L. Pesaro: 1982-83